# Diphyllodes
Diphyllodes is een geslacht van zangvogels uit de familie paradijsvogels (Paradisaeidae).

## Soorten
Het geslacht kent de volgende soort:
- Diphyllodes magnificus – Geelkraagparadijsvogel
- Diphyllodes respublica – Wilsons paradijsvogel

### Bastaard
- Diphyllodes gulielmitertii (Koning Willem III paradijsvogel) (Hybride tussen Diphyllodes magnificus (Geelkraagparadijsvogel) x Cicinnurus regius (Koningsparadijsvogel)